# Йоахим Улрих фон Нойхауз
Йоахим Улрих фон Нойхауз също Йоахим Улрих от Храдец (на немски: Joachim Ulrich von Neuhaus; Joachim Ulrich von Hradec; на чешки: Jáchym Oldřich z Hradce; * 24 януари 1579; † 23 януари 1604, Нойхауз/Индржихув Храдец) е от 1602 г. бургграф на замък Карлщайн близо до Прага и фрайхер (Karlštejnský purkrabí) на Нойхауз/Храдец. Той е последният мъжки представител на господарите от род Нойхауз.

## Биография
Той е син на Адам II фон Нойхауз (1549 – 1596), канцлер на Кралство Бохемия, бургграф на Прага, и съпругата му графиня Катерина фон Монфорт-Пфанберг (1556 – 1631), дъщеря на граф Якоб I фон Монфорт-Пфанберг и съпругата му Катарина Фугер, графиня фон Кирхберг. Той почти не знае чешки, понеже е възпитаван от немската си майка.
Йоахим Улрих се жени на 25 януари 1598 г. в Зигмаринген за 15-годишната Мария Максимилиана фон Хоенцолерн-Зигмаринген (* 31 октомври 1583; † 11 септември 1649), дъщеря на граф Карл II фон Хоенцолерн-Зигмаринген († 1606) и първата му съпруга Евфросина фон Йотинген-Валерщайн († 1590). Бракът е бездетен.
Той умира на 23 януари 1604 г. в Нойхауз (Индржихув Храдец) и е погребан там на 31 май 1604 г. Наследен е от сестра му Луция Отилия (1582 – 1633), която от 13 януари 1602 г. е омъжена за Вилхелм Славата (1572 – 1652).
Неговата вдовица Мария Максимилиана се омъжва втори път на 25 октомври 1605 г. за фрайхер Адам фон Щернберг († 1623).